# Csökkent képesség (film)
A Csökkent képesség (eredeti cím: Diminished Capacity) 2008-ban bemutatott amerikai filmvígjáték Terry Kinney rendezésében. A főbb szerepekben Matthew Broderick, Virginia Madsen és Alan Alda látható. A történet érdekessége a két férfi főszereplő csökkent szellemi képességének megnyilvánulása, mert egyikük egy idős ember, a másik pedig rokona, egy fiatal, aki baleset következtében hasonló helyzetbe kerül.
A 2008-as Sundance Filmfesztiválon mutatták be, szélesebb mozis forgalmazásba nem került.

## Cselekmény
Chicago, napjainkban.
Cooper (Matthew Broderick) újságíró egy chicagói napilapnál. Néhány hónappal korábban, barátai családi veszekedése során agyrázkódást szenved, amikor feje egy téglafalnak csapódik. Ennek következtében emlékei és gondolkodási képessége jó részét átmenetileg elveszti és koncentrálási nehézségei vannak. Rendszeresen jár egy pszichológushoz, aki teszteket ad fel neki, és ezek alapján folyamatos, de lassú javulásról számol be. Az újság jóindulatú főnöke kisebb feladatokkal bízza meg Coopert (egy rövid képregény helyesírási hibáinak javítása), de ő még ebben is hibát vét. Ennek ellenére szeretne visszatérni korábbi munkakörébe, a politikai hírekhez. Főnöke szabadságot javasol neki. Értesítést kap Missouri államban, Laporte nevű településen élő anyjától, hogy nagybácsikája szellemi képességei igen leromlottak, ezért oda kell mennie. Cooper haladéktalanul leutazik. Cooper megérkezése után a vegyesboltban találkozik gyermekkori szerelmével, Charlotte-tal (Virginia Madsen), aki a kisfiával van ott. Kiderül, hogy Charlotte elvált a férjétől, a kisváros polgármesterétől. Cooper gondosan felírja az információt a noteszába.
Kocsiját megérkezésekor két puskalövés éri, amit egy lakókocsiból adnak le. Nagybátyja egyik ismerőse, Wendell a tettes, de senki sem sérül meg, csak a szélvédő lyukad ki két helyen.
Az őrzésre azért van szükség, mert a nagybácsi egy igen ritka és ezért értékes baseball-kártyát birtokol, amit a nagyapjától kapott kiskorában. A kártya „Frank Schulte, a Futótűz” nevű  híres Chicago Cubs baseball-játékost ábrázolja, és ebből feltehetően nincs több példány, ezért próbálják meg ellopni, azonban a nagybácsi mindig máshová teszi a házban.
A nagybácsinak különös hobbija van: a közeli folyóparton, a mólón egy mechanikus írógépet szerelt fel, aminek billentyűihez zsinórok vezetnek, amik a vízbe nyúlnak. A halak mozgásba tudják hozni a zsinórokat, amik leütik a megfelelő billentyűt, így egy szöveg alakul ki. A nagybácsi elmondása alapján a dolog úgy működik, hogy az értelmetlen karaktersorozatokat kihúzza, a maradékot pedig versnek tekinti. Cooper anyja, a nagybácsi testvére ezt aggasztónak találja, és öregek otthonába akarja tenni a bátyját, aki azonban hallani sem akar erről. Azt kéri Coopertől, hogy a kártyát vigye el Chicagóba, ahol sok baseball-rajongó gyűjtő él és adja el nekik a kártyát. Abban reménykedik, hogy Cooper anyja talán akkor békén hagyja.
Cooper elvállalja a feladatot, még a főnökét is felhívja (aki nagy baseball-rajongó), aki elmondja neki, hogy azon a héten gyűjtők kiállítását rendezik meg egy sportcsarnokban, ott sokan megfordulnak, így könnyedén eladhatják a kártyát.
Wendell vásárlásból hazatérve arról számol be, hogy Rollie kártyájáról beszélnek a kocsmában, tehát a kártya híre nem maradt titokban (ahogy Rollie gondolta). Cooper odamegy és felismeri az esti betörőt, aki egyik régi ismerőse, Don.
Amikor Cooper visszatér a házhoz, ott találja Charlotte-ot és a fiát. Charlotte elmondja neki, hogy Chicagóba mennek, mert egy mezőgazdasággal foglalkozó cég jelezte, hogy megvennék a festményeit. Cooper megjegyzi, hogy ő is visszamegy Chicagóba, de Charlotte rámutat, hogy lyukas a szélvédője. Cooper ekkor azt mondja, hogy Rollie bácsi kocsijával akart menni, azonban a kocsi nincs sehol. A konyhából ekkor sűrű füst tódul ki, amit az okoz, hogy Rollie bácsi a sütőben felejtette a szalonnáját. Egy üzenetet hagyott Coopernak: „Úgy döntöttem, én viszem el a Jokert.”
Így Cooper Charlotte-tal és a fiával indul Chicagóba. Néhány méter után forgalmi dugóba kerülnek, amit Rollie bácsi okoz. A bácsi átszáll hozzájuk és közösen mennek tovább. Don az elindulás óta követi őket.
Chicagóban Cooper lakásába mennek, ahol a padlóra nyilak vannak rajzolva. A nyilak egy videolejátszóhoz vezetnek, amit Cooper elindít. A videón a (volt) barátnője búcsúzik tőle, miközben új barátja, Stan a háttérben pakol.
Hirtelen Don jelenik meg az ajtóban egy automata fegyverrel és a kártyát követeli. Ekkor Stan is megjelenik és Cooperrel közösen elveszik Dontól a puskát. Amikor Don jelzi, hogy rosszul van, Stan rájön, az a baja, alkoholista, és ma még nem ivott (ő is ebben a cipőben jár, de egy 90-napos kúrával gyógyulóban van). A gondjaiba veszi Dont és elmennek.
A kártyavásáron először egy nagydumájú szélhámosnak mutatják meg a kártyát, aki 4000 dollárt akar adni érte. Egy komolyabb gyűjtő jelzi, hogy a kártya többet ér, és amikor közelebbről megvizsgálja, közli velük, hogy az ár valószínűleg hat-számjegyű. Mivel ő nem képes ekkora összeget kifizetni, megígéri nekik, hogy estére szerez rá vevőt. Mivel így sok idejük marad, először a csarnokban mászkálnak és nézelődnek, majd Cooper elviszi a nagybácsit a pszichológusához, hogy őt is megvizsgálhassa. A pszichológus közli vele négyszemközt, hogy pillanatnyilag nagyjából azonos az elmeállapotuk, de a bácsi állapota nem fog javulni, Cooperé pedig igen. Amikor kimennek a vízpartra, Rollie elmondja, tisztában van az állapotával. Cooper felajánlja, hogy megmutatja neki a munkahelyét. Cooper odaadja a kártyát Stannek, hogy csináljon róla pár másolatot, ha netán elvesztenék. A bácsi megmutatja a kártyát Cooper főnökének, aki arra tesz ígéretet, hogy leszerződik a halak verseinek közlésére a kártyáért cserébe. Cooper rámutat, hogy ez szélhámosság, mivel a szerződő nem fogja közölni a verseket, tehát a haszon nulla (ezt kapná Rollie bácsi) a kártya viszont a főszerkesztőé lenne. Amikor Cooper nyíltan tolvajnak nevezi, a főszerkesztő kirúgja az állásából.
Nem sokkal azután, hogy visszatérnek a sportcsarnokba, a bácsi eltűnik. Cooper a vécében találja meg, a kezében 500 dollárt szorongat, amit az első eladótól kapott (aki akkor 4000-ért akarta megvenni). Cooper reklamál nála, arra hivatkozva, hogy a bácsi önállóan nem köthet szerződést, de a szélhámost ez nem érdekli.
Kis megbeszélés után újra visszamennek, és a bácsi a másolt kártyát mutatja fel a szélhámos vevőnek, mondván, hogy az az eredeti. Mivel az nem akarja elhinni, Cooper ráugrik és verekedni kezdenek, a vevő fojtogatni kezdi, amiáltal Cooper hallucinálni kezd: furcsa színekben látja a többieket, akik kérdezgetik és tanácsokat adnak neki. Végül a fojtózsinór elszakad, de a kártya nem kerül hozzájuk, mert Don elrohan vele. A vevő üldözni kezdi a csarnok karbantartó létráin felfelé, a kártya leesik és Charlotte fia el tudja kapni, mielőtt a felmosóvödörben elmerülne.
Nemsokára előkerül két komoly vevő, akik egymásra licitálva akarják megvenni a kártyát. Rollie bácsi majdnem semmissé teszi a licitet, amikor vissza akarja vonni eladási szándékát, mondván, hogy a kártya érzelmi értéke igen nagy, mivel a nagyapjára emlékezteti. Cooper ekkor mentőötlettel áll elő, és a másolt kártyát odaadja a bácsinak. A licit vadul folytatódik, az értéket 1 millió dollárig halljuk.
A befejező képsorokban a társaság a vidéki ház kertjében piknikezik. Rollie bácsinak gyanús, hogy a halak által írt verssor nem eredeti: „Nem ültetünk krumplit, sem pedig gyapotot, mert ezekből nem lesz pénzünk soha.”

## Szereplők
| Szerep                       | Színész           | Magyar hang   |
| ---------------------------- | ----------------- | ------------- |
| Cooper Kennedy               | Matthew Broderick | Lippai László |
| Charlotte                    | Virginia Madsen   | Orosz Anna    |
| Rollie, Cooper nagybátyja    | Alan Alda         | Blaskó Péter  |
| Mad Dog McClure              | Dylan Baker       |               |
| Lee Vivyan                   | Bobby Cannavale   |               |
| Stan, Cooper munkatársa      | Louis C.K.        |               |
| Casey, Cooper főnöke         | Jeff Perry        |               |
| Donny Prine, Charlotte öccse | Jim True-Frost    |               |
| Dillon, Charlotte fia        | Jimmy Bennett     |               |
| Belle, Cooper anyja          | Lois Smith        |               |
| Wendell                      | Tom Aldredge      |               |
| önmaga (cameo)               | Ernie Banks       |               |

## Bemutató
Magyarországon nem játszották a mozik, az HBO 2010-ben mutatta be.

## Fogadtatás
A filmkritikusok általában fanyalogva fogadták és közepesre értékelték. A filmkritikusok véleményét összegző Rotten Tomatoes 33%-ra értékelte 30 vélemény alapján. A vélemények súlyozott átlagát számoló Metacritic 54/100-ra értékelte 13 kritikus véleménye alapján.
Leah Greenblatt, az Entertainment Weekly kritikusa szerint: „... az eredmény tisztességesen buta vígjáték, de Alda, zilált hajjal, ráncolt homlokkal és makacs elszánással egyszerre vad és csendesen szívszaggató.”
Kyle Smith, a New York Post kritikusa szerint: „A két főszereplő figuráját – bár nem emlékszenek rá, hogy éppen mit mondtak nekik – motiválja az előbukkanó emlékezete. Cooper agya kissé összerázódott egy baráti verekedés során. Amikor megtudja, hogy fiatalkori szerelme (Virginia Madsen) nemrég elvált, ezt rögtön felírja a noteszébe. Emlékezete elvesztése miatt nem akarja elsietni, hogy belevágjon egy új kapcsolatba. Alda harapós és óvatos, Broderick aprólékoskodó merevsége tökéletes. A szereplők kisemberek egy parányi történetben, de Terry Kinney rendező és Sherwood Kiraly forgatókönyv-író (aki saját regényét dolgozta át) gondoskodnak róla, hogy a történet meghitt legyen, ne pedig görcsös.”

## Forgatási helyszínek
- Brooklyn, New York City, New York állam, USA
- Califon, New Jersey állam, USA
- Chicago, Illinois állam, USA
- Fishkill, New York állam, USA
- Jersey City, New Jersey állam, USA

## Fordítás
Ez a szócikk részben vagy egészben  a   Diminished Capacity című angol Wikipédia-szócikk fordításán alapul.  Az eredeti cikk szerkesztőit annak laptörténete sorolja fel. Ez a jelzés csupán a megfogalmazás eredetét és a szerzői jogokat jelzi, nem szolgál a cikkben szereplő információk forrásmegjelöléseként.
Ez a szócikk részben vagy egészben  a   Diminished Capacity című német Wikipédia-szócikk fordításán alapul.  Az eredeti cikk szerkesztőit annak laptörténete sorolja fel. Ez a jelzés csupán a megfogalmazás eredetét és a szerzői jogokat jelzi, nem szolgál a cikkben szereplő információk forrásmegjelöléseként.